# Günther Ortmann
Günther Ortmann   (Lubań, 30 de novembre de 1916 - 10 de gener de 2002) fou un jugador d'handbol alemany que va competir durant la dècada de 1930.
El 1936 va prendre part en els Jocs Olímpics de Berlín, on guanyà la medalla d'or en la competició d'handbol. El febrer de 1938 fou membre de l'equip alemany que guanyà el primer campionat del món d'handbol. El juliol d'aquell mateix any també guanyà el primer campionat del món d'hanbdol a onze.
Ortmann també destacà en d'altres esports, com l'atletisme o el futbol. Durant la Segona Guerra Mundial fou greument ferit mentre servia com a capità al Front de l'est.